# 瀬川冬樹
瀬川 冬樹（せがわ ふゆき、1935年1月10日 - 1981年11月7日）は、工業デザイナー、オーディオ評論家。

## 略歴
本名・大村一郎。10歳頃から鉱石ラジオ作りに夢中になる。その後アンプづくりに発展し、16歳のときに自作の「2A3PP負帰還アンプ」が、『ラジオ技術』誌の「読者の研究」欄に掲載される。それが縁で同誌の編集部員となり、自筆のイラスト入りで原稿を執筆するなど大いに活躍。桑沢デザイン研究所出身。「瀬川冬樹」のペンネームは1953年頃に使い始めた。46歳で死去。

## 著書
- 『コンポーネントステレオのすすめ』ステレオサウンド 1976
- 『オーディオABC』共同通信社 (FM選書) 1977
- 『続・コンポーネントステレオのすすめ』ステレオサウンド 1979
- 『虚構世界の狩人 私的オーディオ論』共同通信社(FM選書) 1980
- 『オーディオの楽しみ』1981 新潮文庫
- 『オーディオの系譜』酣燈社 1982
- 『瀬川冬樹のステレオテクニック』音楽之友社(オーディオ選書) 1985
- 『良い音とは、良いスピーカーとは?』(別冊ステレオサウンド) 2013/5

### 共著
- 『オーディオQ&A』菅野沖彦,若林駿介共著 共同通信社(FM選書) 1977